# Hassan Yazdani
Hassan Yazdani (n. 26 decembrie 1994, Juybar County⁠(d), Mazandaran Province⁠(d), Iran) este un luptător ce a reprezentat Iran, medaliat olimpic. A participat la 2 ediții ale Jocurilor Olimpice (2016, 2020) în care a câștigat o medalie de aur.